# 니콜라 페트로비치네고시
니콜라 2세 페트로비치네고시(몬테네그로어:Никола Петровић-Његош, 1944년 7월 7일 ~ )는 몬테네그로의 옛 왕가인 페트로비치네고시 왕가의 수장이다. 망명지인 프랑스 브르타뉴 지방에서 태어나 프랑스에서 교육을 받았으며, 1986년 아버지로부터 명목상의 몬테네그로 왕위를 이어받았다.

## 법적 지위
2011년 7월 12일 몬테네그로 의회가 왕가(니콜라 1세)의 후손들의 지위에 관한 법률을 채택함에 따라, "실질적으로 그리고 재정적으로(제2조)" (그러나 정치적으로는 아님) 왕조가 재건되었다. 왕가의 수위(首位) 승계권은 남자 자손을 통해 이어진다(제5조)고 규정하고 있다. 재정적으로도 비정치적인(제10조) 재단을 설립하며(제9조), 7년간 430만 유로를 제공할 것(제11조)을 규정하고 있으며, 왕가의 수장인 그는 몬테네그로의 대통령과 같은 월급을 받게 된다(제16조). 정부측 편에서 기능할 때, 그와 왕실 구성원은 외교적 의전(State Protocol)을 행할 수 있다(제15조). 왕가는 옛 왕도(王都) 체티녜에 건평(建坪) 300평방미터, 대지면적 5천 평방미터 정도의 집을 지을 수 있으며, 수도 포드고리차에는 130평방미터 정도의 아파트가 주어진다.